# Hidrólisis ácida
La hidrólisis ácida es un proceso en el que un ácido prótico se utiliza para catalizar la escisión de un enlace químico a través de una reacción de sustitución nucleófila, con la adición de agua. Un ejemplo de este tipo de reacción es la conversión de celulosa o de almidón en glucosa. Para el caso de los ésteres y amidas, se puede definir reacción de sustitución nucleofílica de acilo. 
El término también se aplica a ciertas reacciones de adición nucleófila, tal como en la hidrólisis catalizada por ácido de nitrilos a amidas. 
En la hidrólisis ácida se duplican o triplican enlaces por adición electrofílica, a partir de una reacción de hidratación.

## Aplicaciones
Se utiliza para la obtención de azúcares reductores con la finalidad de obtener bioetanol, a partir de la hidrólisis del bagazo de la caña de azúcar.
También se emplea en la hidrólisis enzimática de glucógeno para la obtención de glucosa.